# Jubileum
Jubileum – album muzyczny Old Timers, polskiego zespołu grającego jazz tradycyjny. Nagrania zarejestrowano w styczniu 1987 w Studiu Rozgłośni Polskiego Radia w Opolu. LP wydany został w 1987 przez wydawnictwo PolJazz.

## Muzycy
- Henryk Majewski – trąbka
- Janusz Zabiegliński – klarnet, saksofon altowy
- Zbigniew Konopczyński – puzon
- Andrzej Jagodziński – fortepian, waltornia
- Janusz Kozłowski – kontrabas
- Henryk Stefański – gitara, banjo
- Tadeusz Federowski – perkusja

## Lista utworów
Strona A
| 1. | "J.J. Dixie" (H. Majewski)                              | 5:05  |
|    |                                                         |       |
| 2. | "Half for Six" (A. Jagodziński)                         | 2:45  |
|    |                                                         |       |
| 3. | "My Melancholy Baby" (George A.Norton, Ernie Burnett)   | 4:05  |
|    |                                                         |       |
| 4. | "She's Funny That Way" (Neil Moret, Richard A. Whiting) | 4:35  |
|    |                                                         |       |
| 5. | "Wrought Iron Rag" (Wilbur de Paris)                    | 4:30  |
|    |                                                         |       |
|    |                                                         | 21:00 |
|    |                                                         |       |
Strona B
| 6. | "March of the Charcoal Grays" (Wilbur de Paris)     | 3:10  |
|    |                                                     |       |
| 7. | "Z poniedziałku na wtorek" (H. Majewski)            | 5:50  |
|    |                                                     |       |
| 8. | "Under the Dubble" (Wagner)                         | 5:35  |
|    |                                                     |       |
| 9. | "I'm Getting Sentimental Over You" (George Bassman) | 5:10  |
|    |                                                     |       |
|    |                                                     | 19:45 |
|    |                                                     |       |

## Informacje uzupełniające
- Reżyseria nagrań – Władysław Gawroński, Andrzej Czubiński
- Kierownictwo produkcji – Iwona Thierry
- Projekt graficzny okładki – Maciej Buszewicz, Lech Majewski